# Ateizam u Hrvatskoj
Ateizam u Hrvatskoj nije uveliko raširen i prema popisu stanovništva iz 2011. godine bilo je oko 163.000 građana (od ukupno 4.284.889 stanovnika). Prema postotku stanovnika koji se izjašnjavaju kao ateisti i agnostici, Hrvatska pripada u samo dno ljestvice zemalja u Europi po broju ljudi koji ne vjeruju u boga ili božanstvo. Točan broj osoba koji ne vjeruju u boga ili božanstvo nije moguće u potpunosti ustanoviti jer u nekim zemljama prema ispitivanjima Phila Zuckerburga pronađeno je da iako su se stanovnici neke zemlje izjašnjavali da ne vjeruju u boga ili božanstvo da se manje od četvrtine tih izjašnjavali da su ateisti. Neki aktivisti unutar Hrvatske ne prihvaćaju statistike iz Hrvatskog Zavoda za statistiku koju smatraju netočnim. Na primjer, u razgovoru s novinarima Slobodne Dalmacije 2010. godine predsjednik građanske sekularističke i ateističke udruge Protagora Milan Polić tvrdio je da u Hrvatskoj ima oko 40% katolika.

## 21. stoljeće

### Neregistrirane i neformalne grupe

#### Glas razuma - Pokret za sekularnu Hrvatsku
Glas razuma - Pokret za sekularnu Hrvatsku ime je za sekularističku organizaciju koja je osnovana 25. siječnja 2013. godine i nastala nakon preimenovanjem društva "Koordinacije za sekularnu Hrvatsku" nakon održanog Skupa razuma. Koordinacija za sekularnu Hrvatsku nastala je bliskom suradnjom sljedećih udruženja: Udruga David, Građanska akcija i koja je bila podržana od raznih lijevih, sekularističkih, ateističkih, zelenih, LGBT, udruga za razvoj civilnog društva i slično usmjerenih društava.
Pokret je zadao sljedeće ciljeve:
- zaštita sekularnih vrijednosti Republike Hrvatske zajamčenih Ustavom RH
- razvrgavanje međudržavnih ugovora sa Svetom stolicom (ukidanje vjeronauka u javnim školama)
- promjena načina financiranja vjerskih zajednica sa stavom da ih trebaju financirati vjernici

#### Koalicija za sekularizam
Članovi
- Autonomna ženska kuća Zagreb
- Centar za građanske inicijative Poreč
- Centar za žene žrtve rata
- Crvena akcija
- Udruga David
- Delfin Pakrac
- Domine Split
- Franjo - Tomislav Kikić
- inQueerzicija
- Kulturno drustvo TAXI ART, Slovenija
- Lezbijska udruga Kontra
- Ljevica Hrvatske
- Martina Horvat
- Postpesimisti
- Ivica Pavelić
- Protagora
- Radnička borba
- Rovinjske aktivistice
- ŠKUC-LL
- Zagreb Pride
- Zajednica Humanitas
- Zelena lista
- Ženska grupa Lošinj
- Ženska mreža Hrvatske

#### Nisam vjernik
Nisam vjernik ime je za neformalnu skupinu građana koji okupljaju ateiste čiji je glavni zadatak promicanje sekularizma i ateističke ideje da bi ojačali broj ljudi u Hrvatskoj koji bi se izjašnjavali kao nevjernici. Organizacija je osnovana u veljači 2011. godine, neposredno prije popisa stanovništva 2011. Kao neformalna organizacija nemaju formalne strukture kao udruge ili društva. Odnose s medijima se isključivo vodi preko glasnogovornika koji su imenovani od članova, a to su Neven Barković (znanstveni urednik t-portala) i Ivan Pekarik.

### Skup razuma
Skup razuma koji je bio održan 16. siječnja 2013. u sljedećim gradovima u Hrvatskoj: Zagreb (Cvjetni trg) i Splitu (Narodni trg ili Pjaca). Skup su organizirale sekularističke i ateističke udruge Udruga David i Građanska akcija. Skup je nosio isto ime kao skup u SAD-u (Skup razuma (eng. Reason Rally) koji se održao u Washingtonu 12. ožujka 2012. gdje se okupilo oko 20.000 ljudi. U Hrvatskoj prema najavama organizatora očekivalo se oko 2.000 ljudi u Zagrebu, no broj koji je došao bio je za desetinu manji od najavljenog (oko 200 ljudi), dok u Splitu se okupilo oko 150 ljudi. 
Cilj skupa bila je podrška Vladi kod uvođenja zdravstvenog odgoja u osnovnim i srednjim školama u Hrvatskoj, te prosvjed protiv Katoličke crkve koja se protivila uvođenju zdravstvenog odgoja (spolni odgoj). Skup razuma koji se održao u Zagrebu i Splitu 16. siječnja 2013 nosi isto ime kao skup s istim imenom koji se održao na Nacionalnoj esplanadi u gradu Washington, D.C. 12. ožujka 2012. godine.
Skup razuma održao se na Cvjetnom trgu u Zagrebu s početkom u 18 sati. Bilo je nazočno oko 200 građana iako je bilo najavljeno preko Facebook stranica da će doći oko 2000 prosvjednika. U protuprosvjedu pojavilo se 30-ak osoba. Među poznatijim osobama na prosvjedu su bili prisutni sljedeći: Predrag Matvejević, Edo Popović, akademik Vlatko Silobrčić, Goran Beus iz HNS-a. U Splitu na Narodnom trgu bilo je nazočno oko 150 građana. Skup razuma je imao mali odjek izvan Hrvatske, kao znak podrške u održan je bio prosvjed ispred hrvatskog veleposlanstva u Hamburgu 18. siječnja 2013. u kojoj se okupilo nekoliko prosvjednika koji su nosili transparet kritiziraju hrvatske vlasti, i kojim se podržava uvođenje zdravstvenog odgoja Skup je doživio veliku pokrivenost u hrvatskim medijima s obzirom prema broju okupljenih ljudi na skupu u dva grada (Zagreb (~200) i Split (~150), nego Mediji koji u pokrivali bili su: HRT, Večernji list, Jutarnji list, 24 sata, Narodni list kao i mnogi drugi digitalni portali.

## Poznati hrvatski ateisti
- Josip Broz Tito, dugogodišnji predsjednik SFRJ, revolucionar i komunistički diktator
- Ante Ciliga,  političar, revolucionar, novinar i publicist
- Dubravka Ugrešić, književnica, prevoditeljica i esejistica
- Igor Mandić,  književni kritičar, esejist, kolumnist, polemičar
- Rudi Supek, filozof, sociolog i psiholog
- Pavel Gregorić, filozof
- Vesna Mihoković Puhovski, predsjednica je Foruma za slobodu odgoja i dobitnica nagrade Reda Danice hrvatske 2010.
- Žarko Puhovski, marksistički teoretičar i politički analitičar
- Zoran Milanović, hrvatski predsjednik i bivši premijer
- Vesna Pusić, političarka
- Neven Barković, novinar, kolumnist, zamjenik urednika INDEX.HR portala
- Ivica Bašić, predsjednik Hrvatskog Nuklearnog Društva.

## Društva, udruženja i skupine
Popis društava, udruženja i skupina koji aktivno promiču ideje o ateizmu:
Registrirane udruge
- Protagora
- Udruga David

Neregistrirane udruge i skupine
- Nisam vjernik
- Koordinacija za sekularnu Hrvatsku